# Onthophagus yumotoi
Onthophagus yumotoi là một loài bọ cánh cứng trong họ Bọ hung (Scarabaeidae).